# WWE Bottom Line
WWE Bottom Line es un programa de televisión perteneciente a la promoción de lucha libre profesional World Wrestling Entertainment con estilo de Syndicated, el cual consistía en recapitular los eventos del programa de la misma promoción, los capítulos de Raw. Comenzó reemplazando los Highlights de la WWE y LiveWire. El programa fue transmitido en los Estados Unidos el 24 de mayo de 2002, hasta septiembre de 2005 cuando removido de la Syndicated.
Bottom Line sigue al aire en el mercado internacional para cumplir con los compromisos de programación. Transmitido al Sur de Asia por TEN Sports, en Italia por GXT, en Filipinas por Solar Sports, y en el Oriente Medio por ShowSports 4 y Orbit Showtime Network. En África austral, WWE Bottom Line es transmitido por eKasi+ los martes a las 22.00 h. con repeticiones los viernes en la tarde a las 13.30 h.
El 16 de febrero de 2008, Bottom Line celebró sus 300 episodios, al igual que su transmitidor hermano Afterburn, celebrándolo en la siguiente mañana. El 17 de diciembre de 2011, Bottom Line celebró sus 500 episodios, transmitiendo el 2011 las luchas de los Slammy Award y las presentaciones  de las premiaciones.

## Anfitriones
| Año(s)                                 | Animadores                 |
| -------------------------------------- | -------------------------- |
| 2002 – 2003                            | Jonathan Coachman          |
| 2003 – 2005                            | Marc Loyd                  |
| 2005 – septiembre de 2007              | Todd Grisham               |
| septiembre de 2007 – diciembre de 2009 | Jack Korpela               |
| diciembre de 2009 – noviembre de 2012  | Scott Stanford             |
| noviembre de 2012 – noviembre de 2013  | Renee Young & Tom Phillips |
| noviembre de 2013 - octubre de 2014    | Scott Stanford             |
| octubre de 2014 – Presente             | Kyle Edwards               |

### Relleno para los Invitados Especiales
| Año(s)      | Animador          |
| ----------- | ----------------- |
| 2003 – 2007 | Jonathan Coachman |
| 2012        | Matt Striker      |

## Emisiones
WWE Bottom Line fue emitido en los Estados Unidos desde mayo de 2002 hasta septiembre de 2005 cuando fue removido de la Syndicated.
WWE Bottom Line sigue al aire en el mercado internacional para cumplir con los compromisos de programación.
| País                   | Canal                           | Horario                                                                        |
| ---------------------- | ------------------------------- | ------------------------------------------------------------------------------ |
| Argelia                | Orbit Showtime                  | viernes, 22:00 h.                                                              |
| Baréin                 | Orbit Showtime                  | viernes, 22:00 h.                                                              |
| Bangladés              | TEN Sports                      | martes, 1730 BST & 2300 BST y miércoles, 800 BST                               |
| Bután                  | TEN Sports                      | Consultar la programación local                                                |
| Chad                   | Orbit Showtime                  | viernes, 22:00 h.                                                              |
| Chipre                 | Alpha Television                | miércoles, 20:00 h.                                                            |
| Yibuti                 | Orbit Showtime                  | viernes, 22:00 h.                                                              |
| Dubái                  | Orbit Showtime                  | viernes, 22:00 h.                                                              |
| Egipto                 | Orbit Showtime                  | viernes, 22:00 h.                                                              |
| Francia                | Sport+                          | lunes, 18:00 h. y miércoles, 14:00 h.                                          |
| Hungría                | TV6                             | lunes, 22:00 h.                                                                |
| India                  | TEN Sports                      | martes, 1700 IST & 2230 IST y miércoles, 0730 IST                              |
| Irlanda                | Sky Sports 3 and Sky Sports HD3 | viernes, medianoche y sábados, mañana                                          |
| Italia                 | GXT                             | sábados, h. 9:05 h., lunes h. 8:05 h., martes h. 14:15 h. y jueves h. 14:15 h. |
| Jordania               | Orbit Showtime                  | viernes, 22:00 h.                                                              |
| Kuwait                 | Orbit Showtime                  | viernes, 22:00 h.                                                              |
| Líbano                 | Orbit Showtime                  | viernes, 22:00 h.                                                              |
| Malasia                | Astro SuperSport 2              | Consultar la programación local                                                |
| Maldivas               | TEN Sports                      | Consultar la programación local                                                |
| Marruecos              | Orbit Showtime                  | viernes, 22:00 h.                                                              |
| Nepal                  | TEN Sports                      | Consultar la programación local                                                |
| Omán                   | Orbit Showtime                  | viernes, 22:00 h.                                                              |
| Pakistán               | TEN Sports                      | martes, 1630 PST & 2200 PST miércoles, 700 PST                                 |
| Filipinas              | Fox Channel Asia                | miércoles, 21:50 h.                                                            |
| Catar                  | Orbit Showtime                  | viernes, 23:00 h.                                                              |
| Arabia Saudita         | Orbit Showtime                  | viernes, 22:00 h.                                                              |
| Sharjah                | Orbit Showtime                  | Consultar la programación local                                                |
| Somalia                | Orbit Showtime                  | viernes, 22:00 h.                                                              |
| Sudáfrica              | eKasi+                          | martes, 22:00 h.                                                               |
| Sri Lanka              | TEN Sports                      | martes, 1700 IST & 2230 IST miércoles, 730 IST                                 |
| Sudán                  | Orbit Showtime                  | viernes, 22:00 h.                                                              |
| Siria                  | Orbit Showtime                  | viernes, 22:00 h.                                                              |
| Tailandia              | Truesports2                     | martes, 20:00 h.                                                               |
| Túnez                  | Orbit Showtime                  | viernes, 22:00 h.                                                              |
| Emiratos Árabes Unidos | Orbit Showtime                  | viernes, 22:00 h.                                                              |
| Yemen                  | Orbit Showtime                  | viernes, 22:00 h.                                                              |
| España                 | Gol                             | sábado, 15:00 h.                                                               |